# A-RAM
A-RAM (Advanced-Random Access Memory) es un tipo de memoria DRAM basada en celdas de un solo transistor. Esta tecnología ha sido inventada en la Universidad de Granada (España) en colaboración con el Centre National de la Recherche Scientifique, CNRS (Francia).
La memoria A-RAM, a diferencia de las memorias DRAM convencionales, no necesita de ningún elemento extrínseco de almacenamiento de la información (condensador de almacenamiento). Cada bit se almacena en un transistor especialmente diseñado. A medida que la tecnología de circuitos semiconductores evolucione hacia nodos por debajo de los 45nm , es de esperar que la tecnología convencional de almacenamiento no-volátil DRAM encuentre muy limitada su capacidad de escalado. Alternativamente se han propuesto nuevos conceptos de memoria basados en los efectos de cuerpo flotante de los transistores de silicio-sobre-aislante (Silicon-on-insulator). Estas memorias conocidas como memorias de un solo transistor (1T-DRAM) incluyen a las tecnologías A-RAM, TT-RAM y Z-RAM . 